# Сангроу, Лауге
Лауге Весенберг Сангроу (дат. Lauge Wesenberg Sandgrav; род. 16 сентября 2004) — датский футболист, полузащитник клуба «Люнгбю».

## Клубная карьера
Сангроу — воспитанник клуба «Люнгбю». 16 декабря 2020 года в поединке Кубка Дании против «Сённерйюска» Лауге дебютировал за основной состав. 20 мая 2021 года в матче против «Оденсе» он дебютировал в датской Суперлиге. По итогам сезона клуб вылетел из элиты, но игрок остался в команде и спустя год помог команде вернуться в элиту.  